# 1077
1077 је била проста година.

## Догађаји
- Википедија:Непознат датум — Владавина арапске династије Абадида у Севиљи у данашњој Шпанији (од 1023. до 1091).
- Википедија:Непознат датум — Дукљански владар српске кнежевине Дукље Стефан Војислав шири своју власт на Травунију и Захумље и добија краљевску круну.

- Сукоб између папе Гргура VII и Хајнриха IV кулминирао је догађајем познатим као „Путовање у Каносу“. Одржан је састанак између папе и цара Светог римског царства у замку Каноса, током којег су се стране помириле. Привремено помирење са папом омогућило је Хајнриху IV да задржи круну, али није ојачало његов положај.
- Март — немачки феудалци бирају Рудолфа, војводу од Швабије, за антикраља.
- Михаило VII Дука поставља Никифора Ботанијата за врховног команданта источних трупа. Ботанијатова побуна, која се завршила абдикацијом цара Михаила VII.
- Кнежевина Беневент постаје папски посед.
- Селџучки Турци заузимају Никеју. Селџучки султанат Рум у Малој Азији.
- Након смрти Свјатослава Јарославича (умро 27. децембра 1076), Всеволод Јарославич накратко заузима кијевски престо.
- Владимир Мономах одлази у Велики Новгород да помогне Глебу Свјатославичу против Всеслава Брјачиславича Полоцког.
- Изјаслав Јарославич, који је био у изгнанству од 1073. године, сазнао је за смрт свог брата Свјатослава и ступање Всеволода Јарославича на престо у Кијеву. Изјаслав, добивши пољску подршку, која му је у почетку била ускраћена 1073. и 1075. године, вратио се у Русију.
- У Волињу је одржан састанак између Всеволода Јарославича и Изјаслава Јарославича, који је стигао у Русију са пољском војском. Браћа су се споразумела и закључила мировни споразум, према којем је Изјаслав поново заузео кијевски престо.
- Владимир Мономах и његов отац Всеволод Јарославич одлазе у Полоцк. Крајем августа — након што су Олег Свјатославич и Борис Вјачеславич заузели Чернигов, који је тада припадао Всеволоду Јарославичу, Всеслав Брјачиславич је напао Смоленск.
- Крајем године — Всеволод I Јарославич и његов син, као одговор на напад на Смоленск, предузимају војни поход на Полоцку кнежевину против кнеза Всеслава Брјачиславича (опустошене су Лукомљска, Логожска и Друцка волост, тј. цео југоисток Полоцке кнежевине).

## Смрти
- Агнеса од Поатуа
- Андроник Дука

- Геза I

- Леонтије Ростовски